# Jan Stephan
Jan Martin Stephan (* 7. Juli 1981) ist ein ehemaliger deutscher Basketballspieler.

## Laufbahn
Stephan wechselte 2001 vom TuS Jena zum Bundesligisten TSK Bamberg. In den Spielzeiten 2001/02 und 2002/03 bestritt der 2,02 Meter große Flügelspieler insgesamt elf Einsätze in der Basketball-Bundesliga. 2003 wurde er mit Bamberg deutscher Vizemeister. Er gehörte dank Zweitspielrecht bis 2003 ebenfalls der Zweitliga-Mannschaft des TSV Breitengüßbach an. In der Saison 2003/04 spielte Stephan wieder beim TuS Jena, mittlerweile in der 2. Basketball-Bundesliga.
2004/05 gehörte er der Mannschaft des FC Bayern München in der 2. Bundesliga an, ab 2005 war er Spieler von München Basket. Er stieg mit dem Verein 2006 von der 1. Regionalliga in die 2. Bundesliga ProB auf, Stephan trug zu dem Erfolg während der Saison 2005/06 im Schnitt 19,8 Punkte je Begegnung bei. Er blieb zunächst bis 2008 bei München Basket, in der Saison 2009/10 gehörte er erneut dem Aufgebot der Mannschaft an, die mittlerweile wieder in der Regionalliga antrat.